# Football League First Division
Football League First Division là một hạng đấu cũ của Football League. Giai đoạn từ 1888 tới 1992 là hạng đấu cấp cao nhất trong hệ thống các giải bóng đá Anh. Sau khi FA Premier League được thành lập đây là hạng đấu cao thứ hai. Năm 2004 nó được đổi tên thành Football League Championship.

## Lịch sử
The Football League được thành lập năm 1888 bởi giám đốc Aston Villa William McGregor. Ban đầu gồm một hạng đấu duy nhất với 12 câu lạc bộ (Accrington, Aston Villa, Blackburn Rovers, Bolton Wanderers, Burnley, Derby County, Everton, Notts County, Preston North End, Stoke (nay là Stoke City), West Bromwich Albion và Wolverhampton Wanderers), được gọi là The Football League. Khi League nhận thêm các thành viên từ giải đấu đối thủ Football Alliance năm 1892, nó được chia làm hai hạng đấu.
Trong 100 năm tiếp theo đó, First Division là giải đấu chuyên nghiệp hàng đầu bóng đá Anh. Đến năm 1992, 22 câu lạc bộ First Division quyết định rời bỏ Football League để thành lập Premier League. The Football League sau đó được tái cấu trúc lại, với Second, Third và Fourth Division được đổi tên thành lần lượt First, Second và Third. Do đó, First Division, vẫn là giải đấu cấp cao nhất của Football League, nhưng trở thành giải đấu cao thứ hai trong hệ thống các giải bóng đá Anh.
First Division được đổi tên thành Football League Championship trước khi bắt đầu mùa giải 2004–05, nằm trong một phần của việc đổi tên toàn bộ giải đấu
Liverpool là câu lạc bộ vô địch First Division thường xuyên nhất khi nó còn là giải đấu cấp cao nhất bóng đá Anh, với tổng cộng 18 lần.
Sau khi thành lập Premier League, danh hiệu Division One mới được dành hơn một lần bởi đúng một câu lạc bộ duy nhất; Sunderland, năm 1996 và 1999.

## Số lượng
First Division ban đầu gồm 12 câu lạc bộ sáng lập; kể từ đó trải qua một loạt các cuộc mở rộng do bóng đá trở nên phổ biến hơn và số các đội chất lượng được tăng lên. Cuối những năm 1980 số lượng các câu lạc bộ bị giảm đi, nhưng sau đó nhanh chóng được hồi phục lại:
| Số đội | Từ   | Tới  |
| ------ | ---- | ---- |
| 12     | 1888 | 1891 |
| 14     | 1891 | 1892 |
| 16     | 1892 | 1898 |
| 18     | 1898 | 1905 |
| 20     | 1905 | 1915 |
| 22     | 1919 | 1987 |
| 21     | 1987 | 1988 |
| 20     | 1988 | 1991 |
| 22     | 1991 | 1992 |
| 24†    | 1992 | 2004 |

† hạng đấu cao thứ hai của bóng đá chuyên nghiệp Anh từ 1992

## Huy chương
Tính tới mùa giải 1947–48 cầu thủ thi đấu 7 trận trong một mùa không đủ điều kiện để nhận huy chương vô địch.
Tính tới mùa giải 1975–76 các cầu thủ thi đấu 14 trận cho câu lạc bộ của họ mùa giải đó đủ điều kiện nhận huy chương vô địch.

## Vô địch First Division

### 1888–1992
Xem Danh sách các đội vô địch bóng đá Anh.

### 1993–2004
Xem Danh sách các đội vô địch English Football League Championship và các giải tiền thân.